# Hermann von Düngelen
Hermann von Düngelen (* um 1480; † 1540) war Domherr in Münster.

## Leben
Hermann von Düngelen entstammte dem westfälischen Adelsgeschlecht von Düngelen, das zu Beginn des 14. Jahrhunderts seinen Sitz im Schloss Bladenhorst hatte. Er war der Sohn des Essener Erbschenks Rotger von Düngelen und dessen Gemahlin NN. von Dahlhausen. Sein Bruder Rotger war in den Jahren 1503 bis 1512 Domherr in Münster. Im Jahre 1492 erstmals als Domherr zu Münster erwähnt, war Hermann 1509 Besitzer des Amtes Stotbrock und im Juli 1513 Archidiakon zu Warendorf. Im Jahre 1520 wurde Hermann zum Propst von St. Mauritz in Münster gewählt. Hermann war auch Domsenior. Nach seinem Tode verlieh Bischof Franz von Waldeck am 6. August 1540 das Archidiakonat Warendorf an Gottfried von Merveldt.